# Illa d'en Calders
Illa d'en Calders este o arie protejată (arie de protecție specială avifaunistică — SPA) din Spania întinsă pe o suprafață de 2,78 ha, integral pe uscat.

## Localizare
Centrul sitului Illa d'en Calders este situat la coordonatele 39°06′10″N 1°27′46″E / 39.1027°N 1.4628°E.

## Înființare
Situl Illa d'en Calders a fost declarat arie de protecție specială avifaunistică în ianuarie 2019 pentru a proteja 1 specie de animale.

## Biodiversitate
Situată în ecoregiunea mediteraneană, aria protejată nu include niciun habitat protejat.
La baza desemnării sitului se află o specie protejată de  păsări: Larus audouinii.